# Farébersviller
Farébersviller (deutsch Pfarrebersweiler) ist eine französische Gemeinde mit 5226 Einwohnern (1. Januar 2022) im Département Moselle in der Region Grand Est (bis 2015 Lothringen). Sie gehört zum Arrondissement Forbach-Boulay-Moselle, zum Kanton Freyming-Merlebach und zum 2001 gegründeten Gemeindeverband Freyming-Merlebach.

## Geografie
Farébersviller liegt fünf Kilometer südlich der Grenze zum Saarland (bei Naßweiler). Die nicht bebauten Flächen des 6,81 km² umfassenden Gemeindegebietes werden landwirtschaftlich genutzt (Ackerbau, Weideland und Weinreben). Im Südwesten hat Farébersviller zusammen mit den Gemeinden Seingbouse und Henriville einen Anteil am 100 Hektar großen Industriepark Megazone Moselle-Est. Das Gemeindegebiet wird vom Kochernbach entwässert, der über die Rossel der Saar zufließt. Das Tal des Kochernbaches bildet unmittelbar nordwestlich von Farébersviller eine bis zu 50 m tiefe Schlucht.
Die Nachbargemeinden von Farébersviller sind Cocheren im Norden, Théding im Osten, Farschviller im Südosten, Henriville im Süden, Seingbouse im Westen sowie Béning-lès-Saint-Avold im Nordwesten.

## Geschichte
Pfarrebersweiler gehörte seit 1581 zum Herzogtum Lothringen, das nach dem Tod von Stanislaus I. am 23. Februar 1766 vertragsgemäß an Frankreich fiel. Ab 1871 war Pfarrebersweiler nach der Niederlage im Deutsch-Französischen Krieg Teil des Reichslandes Elsaß-Lothringen innerhalb des deutschen Kaiserreiches. Nach dem verlorenen Ersten Weltkrieg musste das deutsche Kaiserreich Elsaß-Lothringen nach den Bestimmungen des Versailler Vertrages wieder an Frankreich abtreten. Nach weiteren 22 Jahren marschierten wiederum deutsche Truppen in den Ort ein. Somit war Farébersviller, nun wieder Pfarrebersweiler, wie das übrige Elsass-Lothringen faktisch annektiert. Der Ort kehrte 1944 wieder zu Frankreich zurück und erhielt auch wieder seinen französischen Ortsnamen.
Das kleine Dorf erfuhr eine enorme Wandlung Mitte der 1950er Jahre, als hier im Zentrum der Lothringer Bergwerke zwischen Forbach, Saargemünd und Saint-Avold eine neue Siedlung nordöstlich des alten Dorfkerns aus dem Boden gestampft wurde. Sie nahm einen großen Teil der teilweise aus Nordafrika angeworbenen Arbeitskräfte auf, die in den umliegenden Zechen und Stahlwerken arbeiteten. Die Einwohnerzahl stieg von 1954 bis 1962 um mehr als das Vierzehnfache. Nach der Schließung der letzten Zechen und dem Untergang der Montanindustrie nahm die Einwohnerzahl in Farébersviller und den umliegenden Industriegemeinden stetig ab. Die Bemühungen, neue Industrien anzusiedeln, haben den Trend noch nicht stoppen können.

### Bevölkerungsentwicklung
| Jahr      | 1954 | 1962 | 1968 | 1975 | 1982 | 1990 | 1999 | 2007 | 2019 |
| --------- | ---- | ---- | ---- | ---- | ---- | ---- | ---- | ---- | ---- |
| Einwohner | 600  | 8452 | 8001 | 7783 | 7122 | 6835 | 6279 | 5983 | 5493 |

## Sehenswürdigkeiten
- Pfarrkirche Johannes der Täufer (Église paroissiale Saint-Jean-Baptiste), erbaut Mitte des 18. Jahrhunderts
- Kirche St. Theresa (Église Sainte-Thérèse)
- Kapelle St. Antonius (Chapelle Saint-Antoine)
- Moschee El Hijra

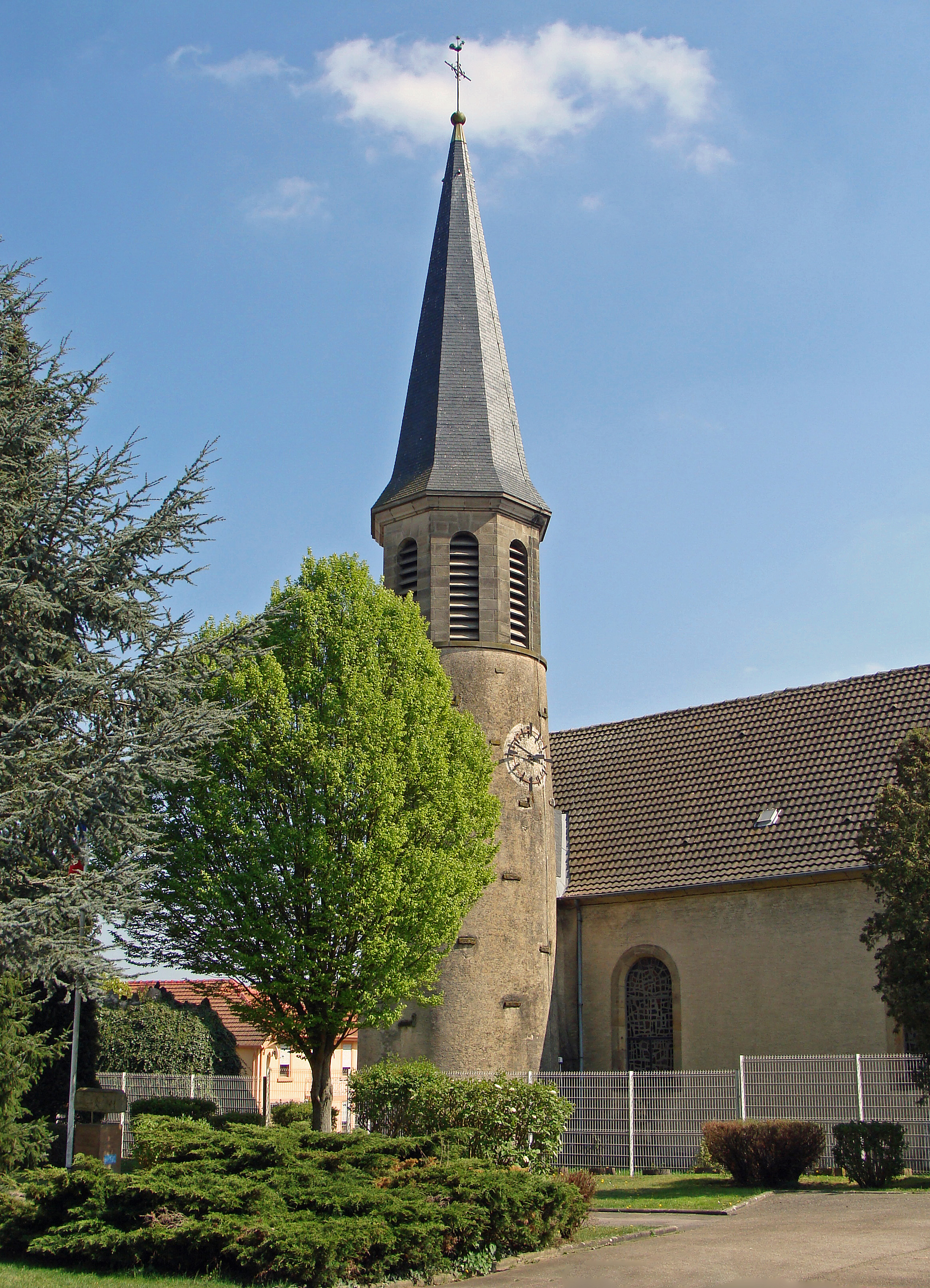
Kirche Saint-Jean-Baptiste
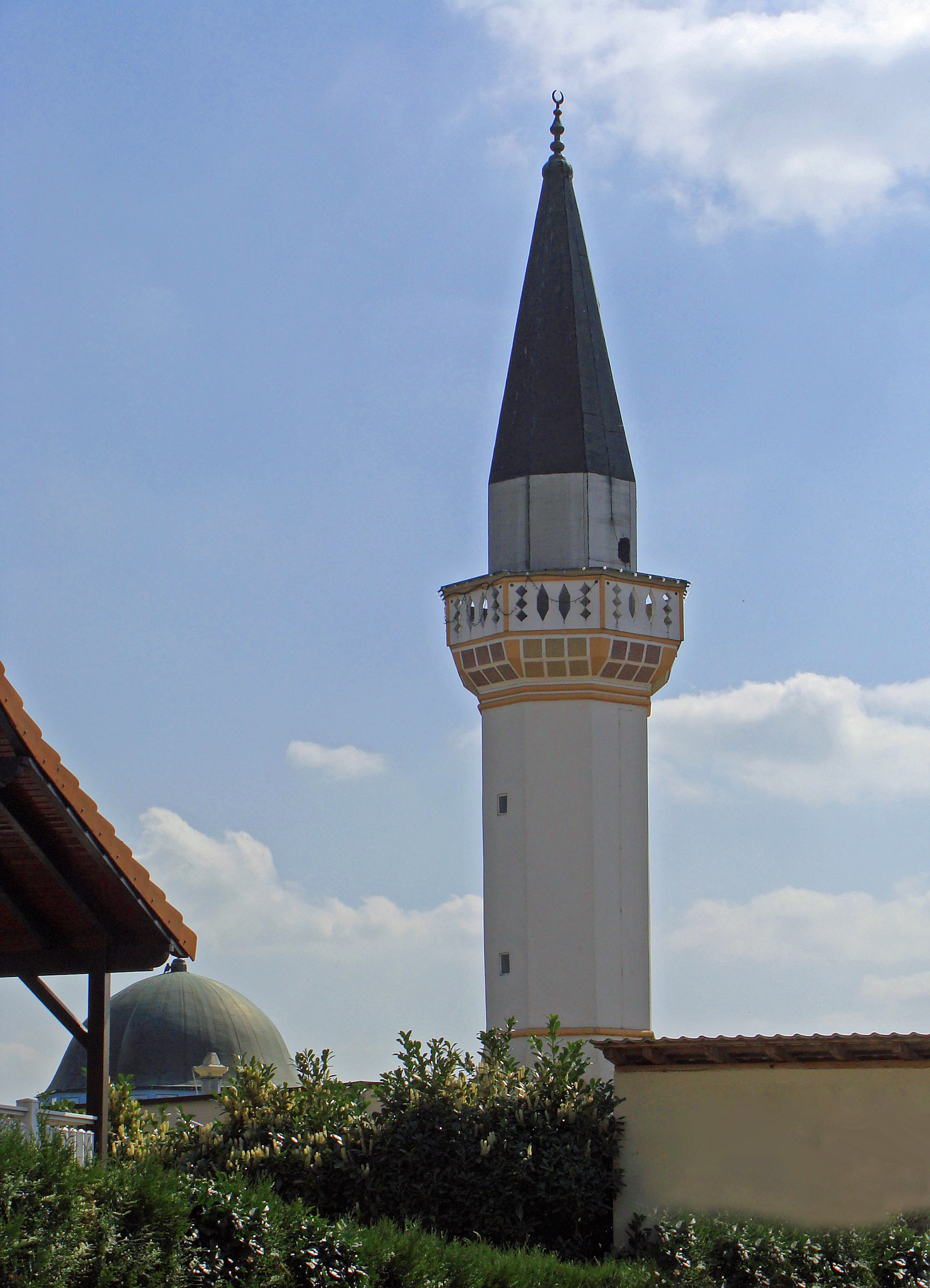
Minarett der Moschee El Hijra
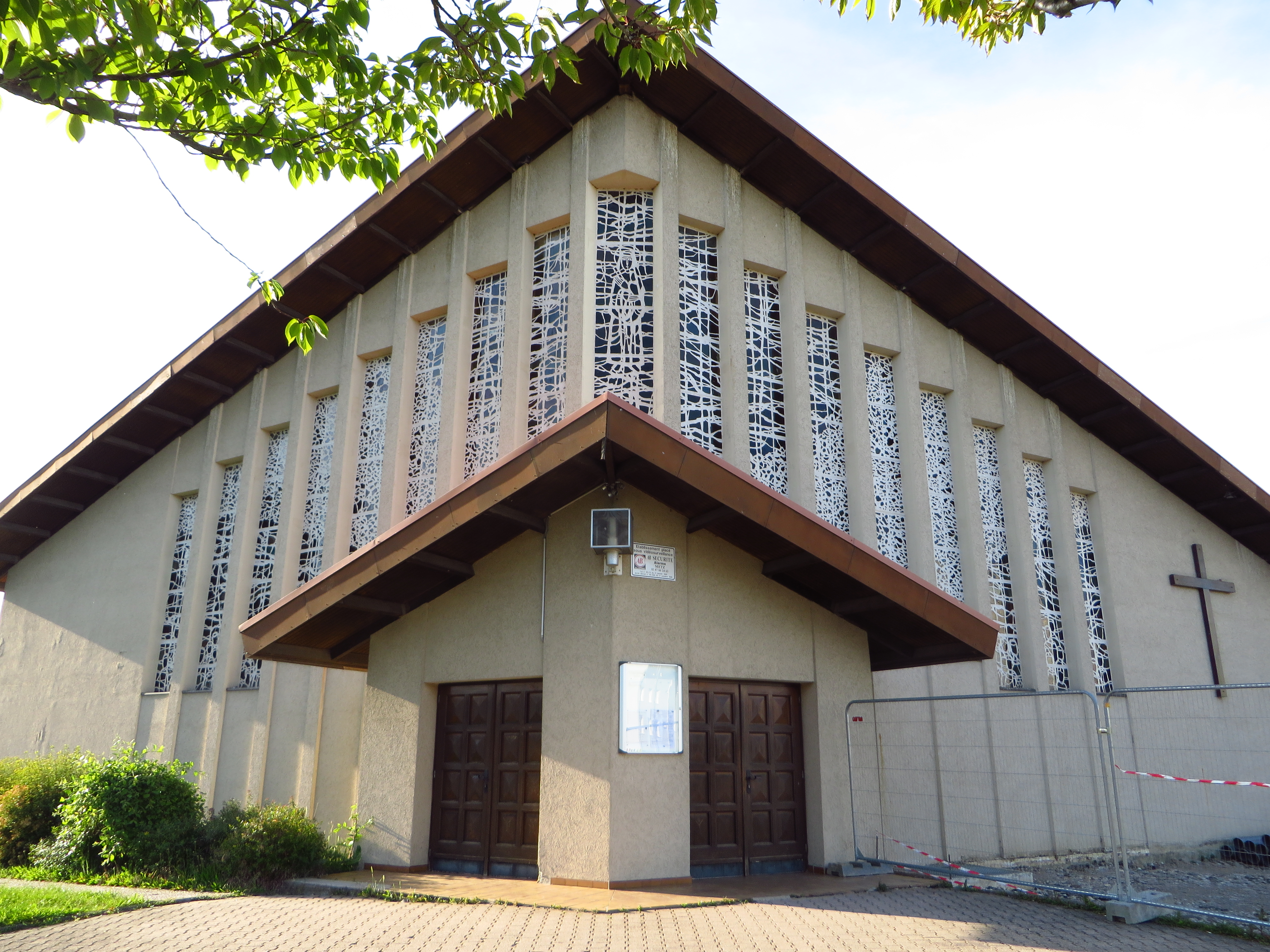
Kirche Sainte-Thérèse
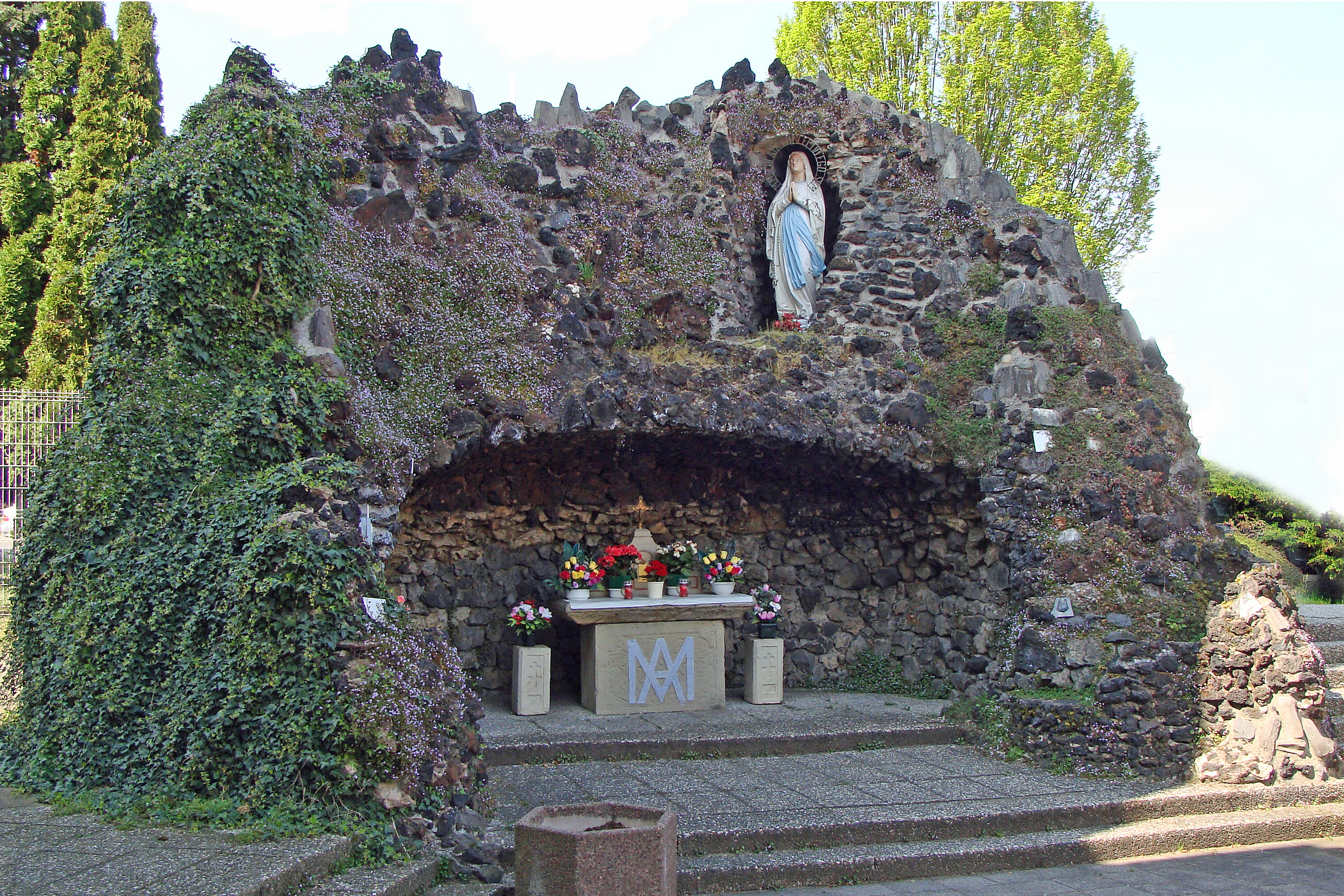
Lourdesgrotte
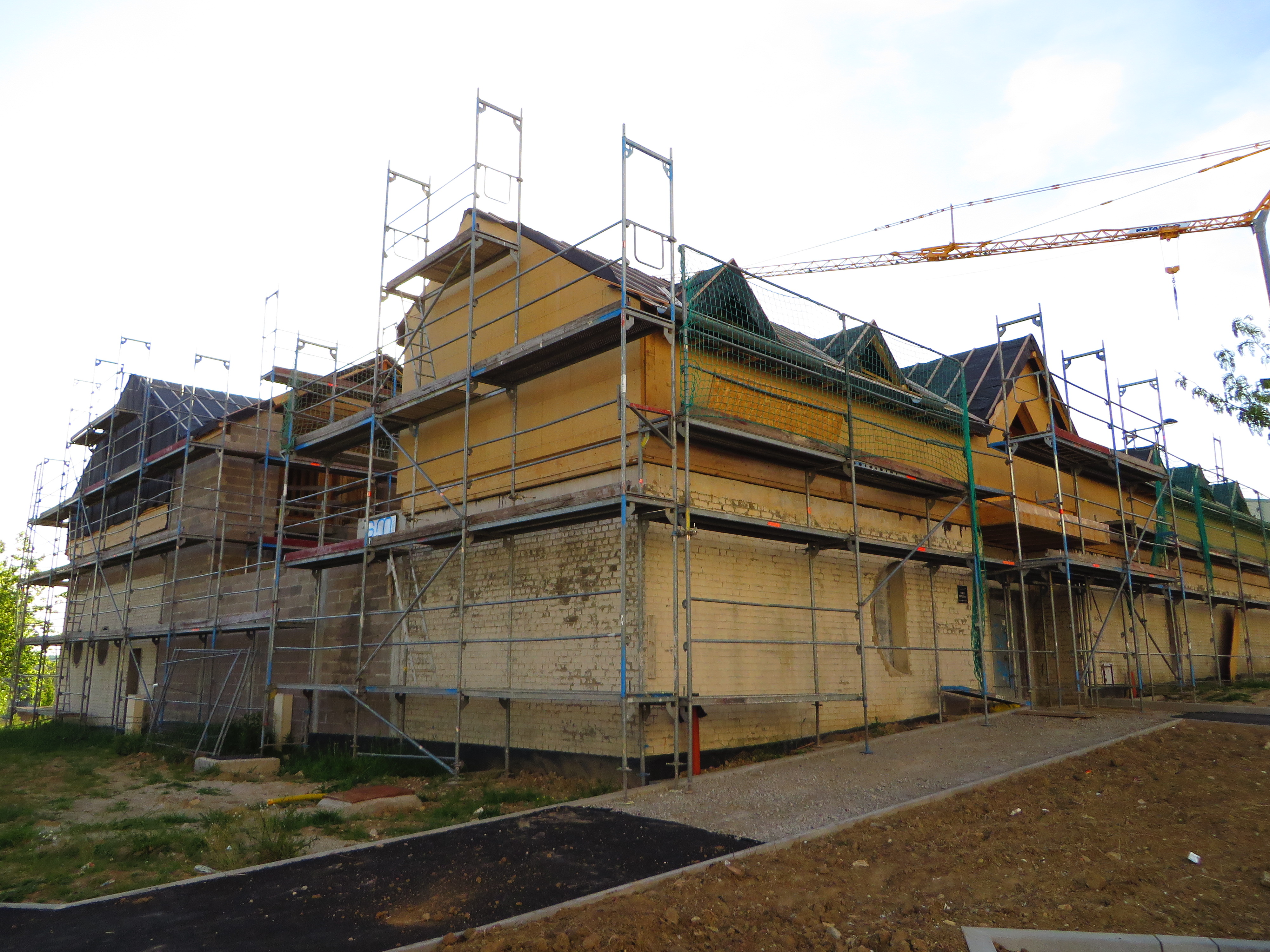
Protestantische Kirche
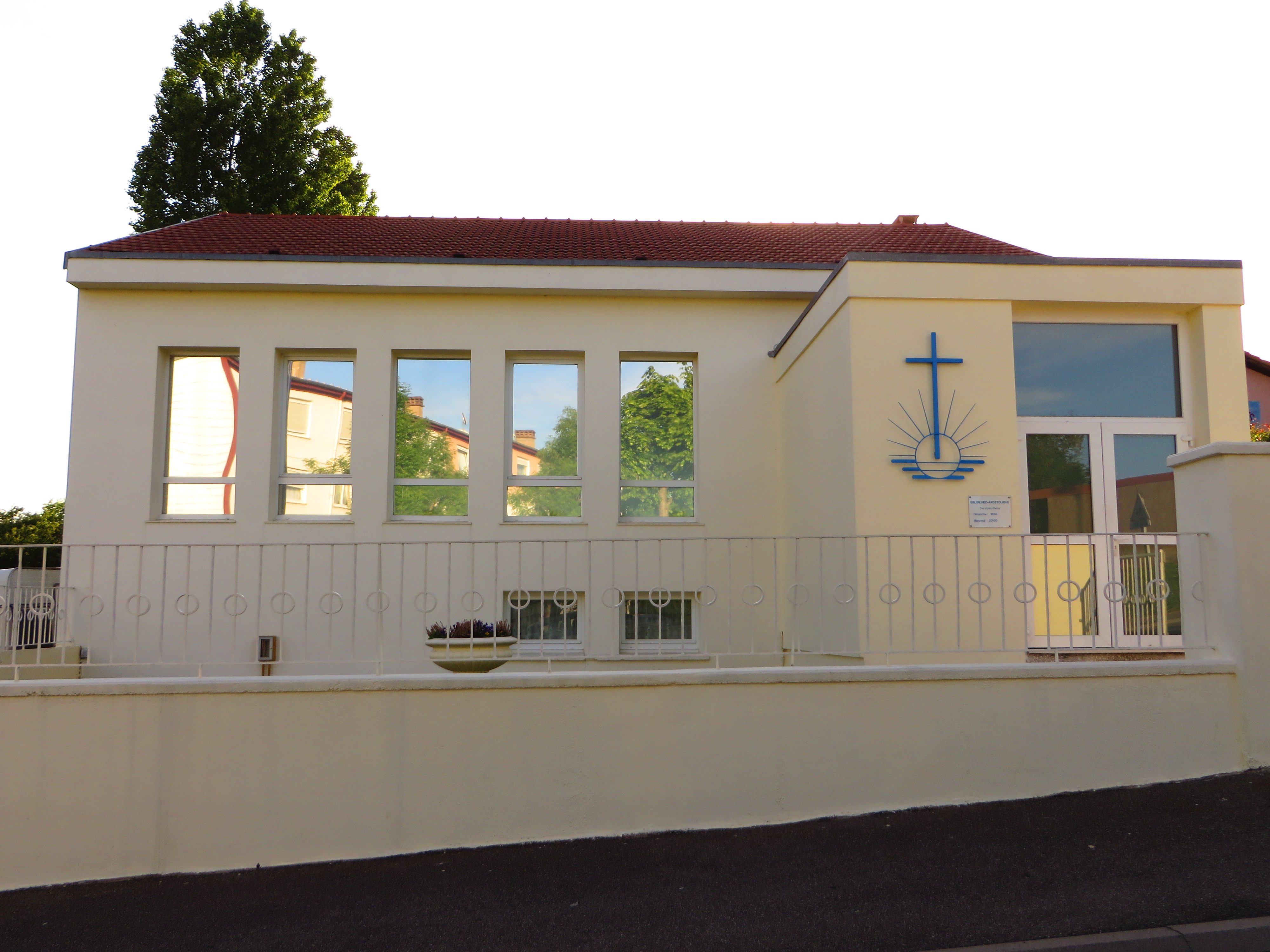
Neuapostolische Kirche

## Wirtschaft und Infrastruktur
Farébersviller ist heute eine Wohngemeinde für viele Beschäftigte umliegender Industriebetriebe. Die Landwirtschaft spielt nur noch eine untergeordnete Rolle.
Im Industriepark Megazone Moselle-Est südwestlich des Ortskerns haben sich unter anderem Chemiefirmen und Speditionen angesiedelt. Der Park profitiert von der günstigen Verkehrsanbindung an die Autobahn Paris-Straßburg (Anschluss Farébersviller), unweit des Abzweigs nach Saarbrücken.
Durch Farébersviller führt die Départementstraße 910 von Saint-Avold nach Sarreguemines. Der Bahnhof Farébersviller liegt an der Bahnlinie Béning-Sarreguemines (Linie 17 der TER Lorraine).

## Gemeindepartnerschaften
Farébersviller pflegt Partnerschaften mit der südfranzösischen Gemeinde Bonnes und der süditalienischen Stadt Mercato San Severino.